# Нафта
Нафта је течна до получврста природна материја, налази се у земљиној кори, састављена је претежно од смеше бројних угљоводоника, а увек садржи и сумпор, азотна и кисеоникова органска једињења, те у врло малим уделима тешке метале. Најчешће је браон - зелене до смеђе-црне боје. Сирова нафта је смеша различитих угљоводоника, претежно парафинских, из хомологног низа алкана, односно виших чланова тог низа, затим нафтенских угљоводоника - циклоалкана, ароматичних угљоводоника и других органских једињења. Олефинских угљоводоника практично и нема у сировој нафти, али су зато присутни у продуктима њене прераде. Према овим групама које садрже, нафте се деле на парафинске, нафтенске и мешане.
Нафта настаје од беланчевина, угљених хидрата и масти као остатака нискоразвијених биљних и животињских планктона и бактерија које су живеле у води и у мору. Ти органски остаци се могу посебним геохемијским процесима претворити у нафту и земни гас. Ти процеси се одвијају током дугог временског периода, чак и по геолошким стандардима, са повишеном температуром и притиском (који су последица наслага седимената) као основним иницијаторима.
Као гориво, нафта се убраја у природна течна горива.

## Назив
Назив нафта персијског је порекла, настао од глагола нафата, знојити се (зној земље), а петролеј, с истим значењем, сложеница је од грчке речи Петрос (камен) и латинске речи олеум (уље).

## Порекло
Порекло нафте у стенама које су старе од десет до четири стотине милиона година, процес њеног постанка као и порекло материјала од кога је настала још увек је питање истраживања и коначни одговори тек треба да се пронађу. Питањима порекла и генезе нафте и гаса бавили су се прво хемичари и геолози, а потом и минералози, биолози, бактериолози и биохемичари, а у новије време највише геохемичари. На темељу различитих сазнања и размишљања створено је више различитих хипотеза па и њихових варијаната. Међутим, о пореклу и токовима генезе нафте и гаса не постоји потпуно слагање ни данас.

## Настанак
Постоји више теорија о настанку нафте, од стране различитих истраживача, научника. Неке хипотезе се могу објединити у две групе и то:
- хипотезе о неорганском или абиогеном и
- хипотезе о органском или биогеном пореклу нафте.

Прве теорије су почеле још из времена старогрчког филозофа Аристотела. Аристотел је веровао да камење, руде и фосили формирају као депозити (остаци) од издисаја, дубоко унутар Земље, и који су заробљени у порама и пукотинама. Влажни издисаји производе метале, а суви камење. Аристотелови следбеници предложили су да непријатан мирис повезан са већином битуменом, указује да је то облик течног сумпора, једињење чије се настајање приписује сувим издисајима.
Две теорије о пореклу нафте развиле су се током ренесансе. Популарнија је била она коју је предложио Агрикола (Agricola), немачки лекар, присталица Аристотела. Он је 1546. године написао у свом уџбенику о рударству и минералима, да се битумен формирао издисањем сумпора дубоко у земљу.
Данас преовладава мишљење да је нафта настала од масних и воштаних супстанци различитих ситних животињских и биљних морских организама - планктона. Под повољним условима, који су владали у далеким геолошким добима, живеле су и размножавале се у топлим морским заливима велике количине тих организама; угинувши оне су се таложиле на морско дно.
Најраширенија варијанта анорганске теорије је, да се порекло нафте налази у ужареној утроби Земље. Угљеник и водоник из усијане Земљине масе продирали су у тврду Земљину кору, деловањем високог притиска и температуре и уз присуство неких материја као катализатора, спајали су се у различите угљоводонике од којих се и састоји нафта. Овако настала нафта у великим дубинама, касније се пробијала кроз пукотине у више делове Земљине коре, ближе површини, и накупљала се у шупљикавим и пропусним слојевима где је и данас налазимо.
У средини сиромашној кисеоником почело је, због деловања анаеробних бактерија, разарање беланчевина и других лако распадљивих органских материја. Отпорније масне и воштане супстанце гомилале су се онда у облику муља - сапропела. Тај основни материјал морао је после, наносом речног муља, бити покривен заштитним слојем. Под притиском земљаних слојева, и код нешто повишене температуре, маст се претварала најпре у прабитумен, а онда у нафту.
Присуство компликованих високомолекулских спојева (холестерола, хормона, хлорофила и др.) који нису могли настати једноставном синтезом и оптичка активност нафте доказују органско порекло нафте. И састав слане воде, која прати нафту, сведочи о њеном морском пореклу.
С друге стране постоји мишљење да нафта потиче из неиспитаних и недовољно познатих дубина Земље. Томе у прилог говоре налази нафте у вулканским подручјима (на Камчатки), нагомилавање нафте у великим дубинама у минералима кристаластог порекла (Венецуела) и налази нафте у пукотинама литосфере у дну Индијског океана.

## Састав

### Хемијски састав нафте
По свом хемијском саставу нафта је мешавина великог броја различитих угљоводоника и малих количина једињења сумпора, кисеоника и угљеника (од трагова и до 7%). У њој су заступљени угљоводоници са једном до 50 и више угљеникових атома у молекулу, и то претежно парафинског (метановог) низа (нпр. пенсилванијска нафта) или нафтног низа (нпр. неке совјетске нафте).
Мање су заступљени ароматични угљоводоници (нпр. неке румунске нафте). У нафти су, без обзира на врсту угљоводоника, заступљени више или мање, сви чланови појединог низа: од лакохлапљивих до тешкохлапљивих као и крутих са великим бројем угљеникових атома. О већој или мањој заступљености, нижих односно виших чланова, зависи густина нафте. Лагане нафте које код прерађивања дају више лаганих фракција, или их уопште не дају.
У хемијском саставу по проценту масе доминира угљеник, затим водоник, и кисеоник, сумпор и азот којих има релативно мало. У зависности од састава и услова настанка, то је мрко-жута/зелена до црна вискозна течност густине мање од воде (820—920kg/m³). Редовни пратилац нафте у њеним налазиштима је земни гас.

## Физичке особине нафте
Густина – Густина и релативна густина угљиководичних нафтних фракција две су карактеристике које имају широку примену за њихову прелиминарну карактеризацију. Густоћа се још изражава и у степенима °АПИ (АРI, American Petroleum Institute)
Вискозитет – је најважнија карактеристика течности, која утиче на течљивост нафте и нафтних производа и мера је унутрашњег отпора померања течности које изазивају кохезионе силе међу молекулима или молекулским агломератима.

## Налазишта и вађење нафте
Нафта или сирова нафта је позната од најстаријих времена. Археолози су доказали да се почела вадити и користити око 5-6.000 година п. н. е. Најстарији познати извори нафте су они на Ифрејти (Пенсилванија) и Керчу, покрајина Исфахан у Ирану (стара Персија), и у кинеској покрајини Сичуан. У САД (држава Њујорк) 1627. г. и 1640. г. у Модени у Италији откривени су први извори нафте и реализоване прве бушотине које су се експлоатисале 200 година. Петролеј добивен из те нафте кориштен је углавном за расвету, као што је то било уобичајено у првим применама нафте, за уличну расвету у Ђенови и Парми (1803. г.). Њена се лежишта могу очекивати у седиментним слојевима оних подручја где је у давним геолошким добима било море. Дубина нафтоносних слојева је различита; од неколико метара до 7600 метара и више. Што је већа дубина, већи је и притисак под којим се нафта налази. Најдубља до сада постигнута истражна бушотина од 9169 налази се у Оклахоми (САД).

## Добијање
Нафта и природни гас избијају на многим местима сами из земље. Оваква природна врела нису нимало важна за производњу нафте. Велике количине нафте добијају се данас у свету из дубљих слојева земље изливањем (еруптирањем) из бушотина на принципу артешких бунара. Прва бушења обављана су насумице. Данас се пре постављања дубинске сонде спроводе геолошка и геофизичка истраживања, која дају податке о геолошкој структури подземних слојева; на тај се начин знатно смањује број јалових бушења. Савремена техника бушења развила се из ручног бушења, обављаног у потрази за сољу и водом. Сва се бушења данас изводе машинама.
Постоје два начина бушења: ударно и окретно. Код ударног бушења длето, причвршћено на доњем крају алатки, диже се 30 до 40 cm, а затим се пушта да падне на дно бушотине. Савремено окретно бушење готово је потпуно истиснуло старије ударно бушење. Длето, причвршћено на крају цеви, својим ротацијским стругањем мрви камен и продире у дубину. Кад цев уђе својом целом дужином у земљу на њу се, цевном спојницом надовеже друга цев. То се понавља тако дуго док бушотина не досегне нафтоносни слој. Изнад бушотине налази се торањ челичне конструкције, висок до 54 метра, с дизалицама за придржавање и извлачење алатки и цеви, као и с погонским и контролним уређајима. За време бушења издробљени материјал се непрестано испире с дна бушотине, и то јаким млазом ретке суспензије глине у води, која се утискује у цев. Да се бушотина не заруши, у њу се спуштају заштитне цеви. Од продора подземних вода бушотине се заштићују цементирањем.
Кад бушотина допре до нафтоносног слоја, нафта и плин навиру у бушотину терани природним притиском, који, ако је довољно велик, може избацити нафту на површину земље. Код врло високих притисака настају снажне „ерупције“, при чему се млаз нафте диже десетак метара изнад површине земље. Овакве дивље ерупције некад су често изазивале катастрофалне пожаре, које је врло тешко, па и немогуће угасити. Данас се то спречава посебним уређајима који затварају сонду и регулишу притисак при излазу нафте. Код недовољних притисака нафта се мора црпити помоћу посуда или црпки. Нафтоносни слој се никада не може потпуно исцрпити. Кад се тензија нафте нафтоносног слоја у суседном подручју изједначи с притиском у бушотини, нафта престаје притицати. Велике количине нафте које, упркос свим савременим методама вађења, остају у земљи (више од 50%), могле би се извадити само на рударски начин.

## Највећи произвођачи
Нафта је данас у свету један од најзначајнијих стратешких производа (обично се назива „црно злато"). Због тога земље произвођачи нафте имају велику моћ у геополитичким односима, а контрола над извориштима нафте један је од најзначајнијих узрока криза у свету. Земље које су највећи извозници нафте (али не увек и произвођачи) су груписане у интересну организацију ОПЕК (Организација петролеумских експортних земаља).
Највећи произвођачи нафте су:
1. Саудијска Арабија (10,37 милиона барела)
2. Русија (9,7 милиона барела)
3. Сједињене Америчке Државе (8,69 милиона барела)
4. Иран (4,09 милиона барела
5. Мексико (3,83 милиона барела)

## Нафта у Србији
У Војводини, специјално у Банату, тражили су нафту још у 19. веку, али безуспешно. Банат се налази у североисточном делу Србије и ограшчен је реком Тисом са западне стране, реком Дунавом са југозападне и дужне стране, док се на североисточној страни налази државна граница са Румунијом. Претежни део територије Баната је непрегледна равница, испресецана низом малих река које се уливају у Тису и Дунав.
Прва бушотина из кој је почела де се комерцијално експлоатише нафта, у јуну 1953. године, била је у пределу Велике Греде и нафтоносног ревира у Локвама, у раније слабо или никако, а данас већ врло добро познатим Јерменовцима (северозападно од Вршца). Прво индустријски продуктивно врело нафте давало је дневно већ око 20 t сирове нафте.
„The US Geological Survey” је у 2006. извршио процену процењује да Велика Мађарска низија, као део система панонског басена, са 95% вероватноће садржи најмање 43,67 милиона тона нафте и са 5% шансе да садржи око 232,5 милиона тона неоткривених залиха. Једна трећина ове нафтног система у терцијарним седиментима је у земљишту на северу Србије, па се на основу тога врло грубо може проценити да се залихе нафте у Србији крећу од лабаво имплицира да свој удео ресурса креће се од 14,5 милиона до 154,3 милиона тона.

## Цена
Цена нафте је на светском тржишту ушестостручена у раздобљу од 2000. године до данас. Претпоставља се да ће у блиској будућности производња нафте доћи до врхунца а до 2050. ће бити исцрпљене све залихе. Истовремено се потражња повећава, посебно због великог привредног раста Кине и Индије. Због тога би врло брзо могло доћи до кризе великих размера у светској привреди.
Према подацима сајта Макро Трендс (MacroTrends), у мају 2017. године цена нафте на тржишту износила је 45.88 америчких долара ($) по барелу (око 159 литара).